# Pleurothallis jacarepaguaensis
Pleurothallis jacarepaguaensis är en orkidéart som beskrevs av João Barbosa Rodrigues. Pleurothallis jacarepaguaensis ingår i släktet Pleurothallis och familjen orkidéer. Inga underarter finns listade i Catalogue of Life.